# Malechowo (powiat Sławieński)
Malechowo is een plaats in het Poolse district  Sławieński, woiwodschap West-Pommeren. De plaats maakt deel uit van de gemeente Malechowo en telt 589 inwoners.